# Geoestadística

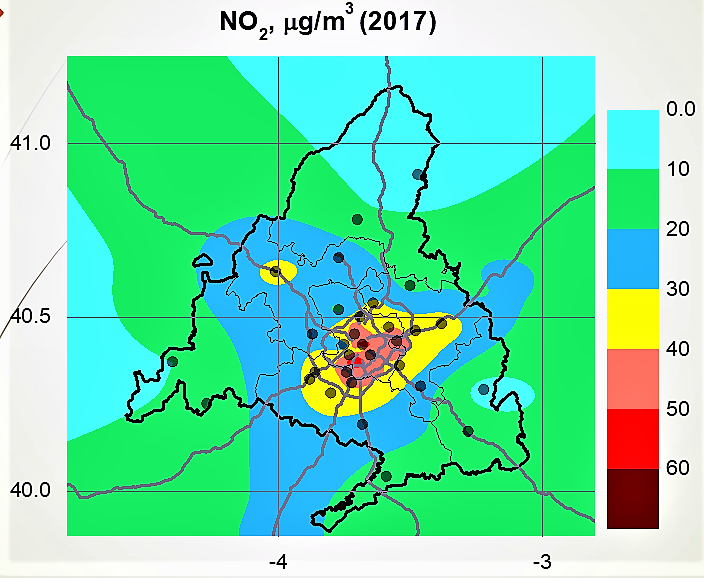
Estimación, mediante interpolación kriging, de la distribución de NO_{2} en Madrid y sus alrededores (año 2017). Los puntos negros indican los lugares de muestreo.

La geoestadística es una rama de la estadística que se centra en los conjuntos de datos de variables en el espacio, conocidas como variables regionalizadas, en las que cada valor está asociado a una posición particular en el espacio. No se trata de técnicas estadísticas estándares aplicadas a la resolución de problemas propios de la geología, sino un conjunto de métodos particulares que tienen como fin modelar este tipo particular de variables. En cualquier fenómeno con expresión espacial en el que los valores de la o las variables de interés están influenciadas por la proximidad entre los puntos estudiados, no se cumple un supuesto básico de los métodos estadísticos convencionales, que es la independencia entre las observaciones. Por ejemplo, las características de un acuífero en dos puntos cercanos estarán asociadas a los aspectos geológicos regionales de manera que, por ejemplo, la variable profundidad, tendrá valores más similares cuando más cerca estén dichos puntos. Es por ello que se desarrollaron los métodos geoestadísticos, que incorporan esta dependencia entre valores a los modelos.
La geoestadística comenzó su desarrollo en relación con la predicción de las distribuciones de probabilidad de las leyes de mineral para las operaciones mineras de oro de Sudáfrica, en la región de Witwatersrand, también conocida como Rand, impulsadas por el ingeniero en minas Danie G. Krige. Posteriormente, el ingeniero francés Georges Matheron con su grupo de la Escuela de Minas de París, Francia, desarrollaron estas ideas de manera rigurosa.
Se aplica en la actualidad en diversas disciplinas como: geología del petróleo, hidrogeología, hidrología, meteorología, oceanografía, geoquímica, geometalurgia, geografía, ingeniería forestal, silvicultura, control ambiental, ecología del paisaje, pedología, agricultura (especialmente en la agricultura de precisión), climatología, entre otras. La geoestadística se aplica en diversas ramas de la geografía, tales como el estudio de la dispersión de enfermedades (epidemiología), comercio y planificación militar (logística), y el desarrollo de redes espaciales eficientes. Los algoritmos geoestadísticos han sido incorporados en muchos lugares, incluyendo los sistemas de información geográfica (SIG) y el entorno estadístico R.
La  geostadística  desarrolla  diversos procedimientos  de  estimación y simulación, los  cuales se utilizan  para  estudiar  variables  distribuidas  espacialmente. Se realiza a  partir  de  una cantidad  de  muestras tomadas  en  localizaciones  del  dominio, en que se manifiesta un fenómeno a estudiar y consideradas representativas de su realidad, que por lo general es siempre desconocida. Por lo tanto, su objetivo principal consiste en estimar valores desconocidos a partir de los conocidos, buscando minimizar la variable en el error de estimación.